# Tân Việt Nam Quốc dân Đảng
Tân Việt Nam Quốc dân Đảng là một tổ chức chính trị hình thành từ Việt Nam Quốc dân Đảng, tồn tại từ 1930 đến 1932.

## Lịch sử
Sau khi cuộc khởi nghĩa Yên Bái thất bại, hệ thống tổ chức của Việt Nam Quốc dân Đảng tan vỡ, nhiều đảng viên may mắn trốn thoát được đã cố gắng tái hợp lực lượng. Tuy nhiên, Việt Nam Quốc dân Đảng quốc nội bị phân rã thành nhiều phe phái. Nổi trội nhất là hai nhóm:
- Nhóm Hà Nội (Tân Việt Nam Quốc dân Đảng): Nguyễn Thế Nghiệp, Ngô Thúc Địch, Nhượng Tống...
- Nhóm Quảng Nam (Việt Nam Quốc dân Đảng): Phan Khôi, Phan Kích Nam.

Một số ít như Trần Huy Liệu, Nguyễn Bình li khai, hợp tác với Việt Minh hoặc xây dựng lực lượng riêng. Nhóm Hà Nội được gọi là Tân Việt Nam Quốc dân Đảng, hoạt động cho đến năm 1932 thì giải tán.

## Mấy đảng viên tiêu biểu
- Nguyễn Thế Nghiệp: Chủ tịch.
- Ngô Thúc Địch
- Nhượng Tống